# Участок «Луговой»
Участок «Луговой» — памятник природы регионального (областного) значения Московской области, который включает ценные в экологическом, научном и эстетическом отношении природные комплексы, а также природные объекты, нуждающиеся в особой охране для сохранения их естественного состояния:
- склоновые остепненные суходольные, сухие, свежие и влажные луга с участками сочений; осиново-березовые широкотравные и черноольховые влажнотравно-широкотравные леса;
- места произрастания и обитания редких видов растений и животных, занесенных в Красную книгу Московской области.

Памятник природы основан в 1986 году. Местонахождение: Московская область, городской округ Пущино, правобережный склон долины реки Оки, в непосредственной близости к северу от улицы Парковой и парка Победы города Пущино. Общая площадь памятника природы составляет 22,15 га.

## Описание
Территория памятника природы расположена на правобережном террасированном склоне долины реки Оки. Для территории характерен большой перепад высотных уровней — более 50 м. Максимальные абсолютные высоты (163 м над у.м.) находятся у южной оконечности памятника природы — в верхней части коренного склона равнины, вблизи улицы Парковая города Пущино. Минимальная абсолютная высота составляет около 109 м над у.м. (участок поймы реки Оки на северной границе памятника природы).
Дочетвертичный фундамент представлен пластами пород нижнего карбона. Южные части территории памятника природы подстилаются более молодыми протвинскими известняками с прослоями глин, центральные и северные части — стешевскими глинами и известняками, а северо-западные окраины — также наиболее древними тарусскими известняками. Коренные породы перекрыты маломощными четвертичными отложениями, представленными аллювиальными пойменными и древнеаллювиальными отложениями I и II надпойменных террас — прослоями суглинков, супесей и песков; покровными лёссовидными суглинками на поверхности равнины; пролювиальными, делювиальными и коллювиальными отложениями склонов и эрозионных долин.
Участок правобережного склона долины реки Оки, входящий в памятник природы, имеет северную экспозицию, высоту до 53 м, сложный поперечный ступенчатый профиль, структурированный поверхностями и уступами высокой поймы, двух надпойменных террас, коренного склона, а также многочисленными оползневыми телами, образующими уровни оползневых террас. Зачастую поверхности и уступы морфологических элементов склона долины четко не выражены и образуют более-менее однородный участок. Вкрест простирания склона долины протягиваются неглубокие эрозионные ложбины (шириной 10—20 м, глубиной 2—3 м) с неясно выраженными поперечными профилями и сырыми днищами, а также эрозионные формы овражного типа (длиной 100—150 м, шириной 10—15 м, глубиной 2—3 м), часто с постоянными водотоками.
На пологих участках склона встречаются формы биогенного нанорельефа — земляные муравейники (диаметром до 0,3—0,4 м; высотой 0,3 м).
Коренной склон образован моренно-водноледниковой равниной и представлен в пределах памятника природы на абсолютных высотах 145—163 м над у.м. В своей верхней части (160—163 м над у.м.) у южной границы территории коренной склон наиболее пологий (крутизна 5—7°). На абсолютных высотах 145—160 м над у.м. его основная часть (уступ) имеет крутизну в среднем 30—45° (до 60°) и, местами, вогнутый профиль.
Фрагментарно представлены поверхности второй (на абсолютных высотах порядка 140—145 м над у.м.) и первой (на абсолютных высотах порядка 125—130 м над у.м.) надпойменных террас. Уступы сохранившихся участков террас высотой до 10 м и имеют четкие и резкие бровки, крутизна склонов изменяется в пределах 10—35°. Наибольшая ширина поверхности второй надпойменной террасы составляет 30-35 м, первой — 65—70 м.
В нижней части склона долины четко выделяется уровень высокой поймы, поверхность которой возвышается над урезом воды на 6—12 м (абсолютные высоты 114—120 м над у.м.). Ширина поверхности высокой поймы — до 30—50 м. Вдоль тылового шва высокой поймы протягивается слабовыраженное понижение (шириной 3—5 м, глубиной 0,2—0,3 м). Бровка высокой поймы четкая и резкая, уступ высотой 5—7 м, имеет крутизну 30—45°. Поверхности средней и низкой поймы представлены фрагментарно и, как правило, слабо выражены.
Поверхностный сток с территории памятника природы направлен на север в русло реки Оки. Ширина русла Оки в окрестностях памятника природы изменяется от 260 до 330 м, скорость течения реки — 0,5 м/с (возможны водовороты). На территории памятника природы имеются ручьи, самый крупный из которых течет вдоль западной границы памятника природы, а также многочисленные сочения по склону.
Современные рельефообразующие процессы на территории памятника природы представлены в основном делювиальным смывом, оползневыми процессами, эрозионными и аккумулятивными процессами в руслах постоянных и временных водотоков.
Почвенный покров территории памятника природы представлен преимущественно серыми почвами, аллювиальными светлогумусовыми и аллювиальными темногумусовыми (на пойме), перегнойно-глеевыми и гумусово-глеевыми почвами (в пределах эрозионных форм и в местах сочений).

### Флора и растительность
В растительном покрове территории памятника природы сочетаются луга различных типов на склоне реки Оки, мелколиственные осиново-березовые и черноольховые леса овражно-балочной системы.
Средневозрастные березняки с рябиной, реже с осиной (диаметр стволов до 35 см) лещиновые разнотравно-широкотравные и широкотравные приурочены к разветвленным вершинам оврагов верхней части долинного склона. В них кроме лещины много бересклета бородавчатого, встречается калина обыкновенная, ива козья.
По опушкам березняков часто растут астрагалы нутовый и солодколистный, клевер средний, ежевика сизая, ежа сборная, клевер средний, бутень ароматный. По «окнам» и прогалинам встречаются ежа сборная, мятлики узколистный и дубравный, полевица тонкая, овсяница луговая, гравилат городской, ястребинка зонтичная, дудник лесной, черноголовка обыкновенная, земляника лесная, купырь лесной, колокольчик круглолистный, репешок обыкновенный, золотарник обыкновенный, пижма обыкновенная, живучка ползучая, вероника дубравная, торилис, или пупырник японский, ландыш майский, вербейник монетчатый, изредка встречается колокольчик персиколистный — редкий и уязвимый вид, не включенный в Красную книгу Московской области, но нуждающийся на территории области в постоянном контроле и наблюдении. Имеются участки с пятнами вейника наземного, пижмы обыкновенной и дудника лесного.
Из декоративных растений по опушкам березняков на основном коренном склоне встречены свидина кроваво-красная, шиповник, жимолость татарская, чубушник венечный.
Самые сухие участки лугов приурочены к коренному склону. Травостой этих лугов невысокий (до 50 см), присутствуют некоторые степные виды растений: василистник малый, овсяница валисская, или типчак, земляника зелёная, или клубника, таволга обыкновенная, клевер горный, тимофеевка степная, подмаренник настоящий.
Небольшие участки разнотравно-узкомятликовых и разнотравно-красноовсяницевых лугов также отличаются невысоким травостоем. Здесь присутствуют типичные луговые виды, в том числе трясунка средняя, ястребинка зонтичная, бедренец камнеломка, колокольчики сборный и рапунцелевидный, таволга обыкновенная, колосок душистый, гвоздика травянка, клевер горный, золотарник обыкновенный, лядвенец рогатый, кульбаба шершавоволосистая. В небольшом понижении найдена чемерица чёрная — характерный степной вид растений, занесенный в Красную книгу Московской области.
В верхней части основного коренного (лугового) склона распространены хвощево-разнотравно-злаковые луга с участием степных видов, с васильком луговым (обилен), ежой сборной, кострецом безостым, тимофеевкой луговой, колокольчиком болонским (редкий и уязвимый вид растений, не включенный в Красную книгу Московской области, но нуждающийся на территории области в постоянном контроле и наблюдении), геранью луговой, пижмой, тысячелистником обыкновенным, астрагалом нутовым, чиной лесной, василистником малым, купырем лесным, дудником лесным, видами манжетки, колоском душистым.
На пологонаклонной верхней части коренного склона представлены хвощево-разнотравно-кострецовые луга — с кострецом безостым, василистником малым, хвощем луговым, подмаренниками мягким и настоящим, зверобоем продырявленным, валерианой лекарственной, пижмой обыкновенной, короставником полевым, астрагалом нутовым (обилен), гвоздикой Фишера, колокольчиком рапунцелевидным и мордовником шароголовым.
Чаще всего в верхней части долинного склона встречаются участки суходольных лугов злаково-разнотравных с полевицей тонкой, мятликом узколистным, овсяницей красной, тимофеевкой луговой, горошком мышиным, тысячелистником обыкновенным, васильком луговым, репешком обыкновенным, овсяницей луговой, молочаем прутьевидным, или м. Вальдштейна, бодяком польским, кульбабой осенней, Черноголовкой обыкновенной, подорожниками средним и ланцетным, земляникой зелёной, короставником полевым, фиалкой собачьей, подмаренниками мягким и настоящим. На лугах местами растут группы осин, ольхи серой, березы повислой или подроста этих деревьев.
В эрозионных ложбинах и оврагах, где близко подходят воды сочений, появляются ольха серая, ива пепельная, хвощ луговой, герань болотная, лисохвост луговой, виды манжеток, чистец болотный, щавель густой, купырь лесной, дудник лесной, валериана лекарственная. В самых сырых участках в местах сочений произрастают, кроме ольхи серой и чёрной и ивы трехтычинковой, кипрей волосистый, камыш лесной, осока острая, хвощ луговой, подмаренник приручейный, единично — рогоз широколистный.
К нижней части долинного склона приурочены крапивно-кострецовые луга с геранью луговой, пижмой обыкновенной, дудниками лесным и лекарственным, пустырником пятилопастным, ежой сборной, тимофеевкой луговой, купырем лесным, борщевиком сибирским, полынью обыкновенной, повоем заборным, снытью обыкновенной, чистотелом большим, недотрогой мелкоцветковой, а также вербейником монетчатым и таволгой вязолистной. В пределах этих лугов встречаются группы берез с диаметром стволов около 40 см, заросли малины и ежевики сизой, крапивы и борщевика Сосновского.
В черноольшаниках влажнотравно-широкотравных и крапивных, занимающих эрозионные ложбины с сочениями и овраг с ручьем в нижней части долинного склона, присутствует ива ломкая, черемуха, единично — береза или вяз гладкий. Сомкнутость крон этих сообществ — 0,9—1,0. Диаметр стволов ольхи составляет 40—45 см. Черемуха образует второй древесный ярус. Подрост представлен черемухой, кленом платановидным, иногда — кленом ясенелистным. Из кустарников здесь растут жимолость лесная, малина, смородина чёрная и колосистая, ежевика сизая и крыжовник обыкновенный, встречается хмель обыкновенный. Местами растет свидина кроваво-красная. В травяном покрове много крапивы двудомной, недотроги мелкоцветковой, сныти, местами — хвоща лугового. Встречаются гравилат городской, щитовник картузианский, колокольчик крапиволистный (редкий и уязвимый вид растений, не включенный в Красную книгу Московской области, но нуждающийся на территории области в постоянном контроле и наблюдении).
По опушкам черноольшаников растут таволга вязолистная, череда трехраздельная, подмаренник приручейный, дербенник иволистный, кипрей волосистый, зюзник европейский, дудник лекарственный, или дягиль, повой заборный, чистец болотный, шлемник обыкновенный.
Вдоль ручья на западной границе памятника природы обычны ольха чёрная, вяз гладкий, черемуха, ивы ломкие и белые, на заболоченных участках отмечены мята полевая, камыш лесной, таволга вязолистная, кипрей волосистый, зюзник европейский.
Луга высокой поймы у подножия склонов представлены кострецово-крапивными с полынью обыкновенной, лопухом паутинистым, борщевиком сибирским, тимофеевкой луговой, геранью луговой, купырем лесным, пыреем ползучим, дудниками лесным и лекарственным. Крупные травянистые растения и подрост ивы ломкой обвиты эхиноцистисом лопастным.

### Фауна
Животный мир памятника природы характерен для природных комплексов долины реки Оки, сочетающих луговые и лесные формации. Значительно влияние городской фауны синантропных и антропофильных видов. В границах памятника природы и на непосредственно примыкающих территориях отмечено обитание 63 видов наземных позвоночных животных, в том числе 2 видов земноводных, 2 видов пресмыкающихся, 48 видов птиц и 11 видов млекопитающих.
Основу населения наземных позвоночных животных памятника природы составляют типичные луговые и опушечные виды, преимущественно представители лесостепного фаунистического комплекса. К ним относятся обыкновенный крот, обыкновенная полёвка, заяц-русак, перепел, коростель, полевой жаворонок, обыкновенный жулан, сорока, серая славка, луговой чекан, полевой воробей, обыкновенная овсянка. На лугах многочисленны кормящиеся сизые голуби, чёрные стрижи, ласточки-береговушки и воронки, белые трясогузки, скворцы, грачи, галки. Отмечен ряд характерных для разнотравных лугов видов насекомых, в том числе махаон и многоцветница чёрно-жёлтая, или чёрно-рыжая, занесенные в Красную книгу Московской области.
В тенистых лиственных насаждениях на склонах и по оврагам преобладают виды, в основном связанные с европейскими широколиственными лесами. Здесь обычны обыкновенная бурозубка, обыкновенный ёж, лесная и полевая мыши, обыкновенная кукушка, белоспинный дятел (занесён в Красную книгу Московской области), большой пёстрый дятел, малый пёстрый дятел, иволга, зелёная пересмешка, славка-черноголовка и садовая славка, пеночки весничка и трещотка, мухоловка-пеструшка, обыкновенный соловей, чёрный дрозд, певчий дрозд, рябинник, большая синица, лазоревка, обыкновенный поползень, обыкновенная пищуха, зяблик, зеленушка, щегол, травяная лягушка, обыкновенный уж (занесён в Красную книгу Московской области). В сырых кустарниковых зарослях в нижней части долинного склона и вдоль ручья гнездятся болотная и садовая камышевки, обыкновенная чечевица. Встречается горностай, а на пойме реки Оки — американская норка и озёрная лягушка.
Над территорией памятника природы регулярно пролетают чёрный коршун (занесен в Красную книгу Московской области), сизые чайки, ворон . Повсеместно встречаются серая ворона, лисица, заходит кабан.

## Объекты особой охраны памятника природы
Охраняемые экосистемы: участок террасного склона долины реки Оки с ценными растительными сообществами и многочисленными местами выходов грунтовых вод; растительные сообщества — склоновые остепненные суходольные, сухие, свежие и влажные луга с участками сочений; осиново-березовые лещиновые широкотравные и черноольховые влажнотравно-широкотравные леса.
Охраняемые в Московской области, а также иные редкие и уязвимые виды растений и их местообитания:
- виды, занесенные в Красную книгу Московской области — чемерица чёрная;
- виды, являющиеся редкими и уязвимыми таксонами, не включенные в Красную книгу Московской области, но нуждающиеся на территории области в постоянном контроле и наблюдении — колокольчики персиколистный, крапиволистный и болонский.

Охраняемые в Московской области, а также иные редкие и уязвимые виды животных и их местообитания:
- виды, занесенные в Красную книгу Московской области: обыкновенный уж, чёрный коршун, белоспинный дятел, махаон, многоцветница чёрно-жёлтая, или чёрно-рыжая;
- виды, являющиеся редкими и уязвимыми таксонами, не внесенные в Красную книгу Московской области, но нуждающиеся на территории области в постоянном контроле и наблюдении: перепел, дневной павлиний глаз.